# 久米若女
久米 若女（くめ の わかめ、生年不詳 - 宝亀11年6月24日（780年7月30日））は、奈良時代の女性。藤原百川の母。久米若売とも。姓は連。
藤原宇合と結婚し百川を生むが、天平9年（737年）に宇合に先立たれた。
天平11年（739年）3月、石上乙麻呂と関係して和姦の罪で下総に流された。この事件は石上乙麻呂の失脚を狙う陰謀とも言われている。天平12年（740年）6月、大赦によって京都に召し返され、神護景雲元年（767年）、従五位、累進して従四位下となった。宝亀11年（780年）6月、死去。
『万葉集』巻8、厚見王と歌を贈答する久米女郎は、若売のことかという。その贈答は天平5年（733年）ころから13年（741年）ころと推定される。